# إتش إم دي العالمية
إتش إم دي العالمية (بالإنجليزية: HMD Global Oy)‏ شركة فنلندية، مقرها في هلنسكي، فنلندا. تأسست في عام 2016، وتعمل على تطوير وتسويق أجهزة هواتف نقالة بعلامة نوكيا التجارية. تأسست الشركة بشرائها قسم تصنيع أجهزة الهواتف النقالة من شركة مايكروسوفت كما تمتلك الشركة الحقوق الحصرية لاستخدام علامة نوكيا التجارية عبر أتفاقية وقعتها الشركة مع شركة نوكيا. تستخدم شركة «إتش إم دي» نظام تشغيل أندرويد في أجهزتها الذكية عبر شراكة مقربة مع شركة غوغل الأمريكية، وتستخدم نظام تشغيل «+ سيريس 30» في أجهزة الهواتف النقالة.
يُدير الشركة مجموعة من الموظفين الذين سبق وأن عملوا في شركة نوكيا، آرتو نوميلا المدير النتفيذي للشركة عمل مايُقارب سبعة عشرة سنة في شركة نوكيا. يقع مقر شركة «إتش إم دي» في هلسنكي، فنلندا في الجهة المقابلة لمقر شركة نوكيا الرئيسي. تعمل الشركة على تطوير وتسويق أجهزة الهواتف النقالة أما التصنيع فتتكفل به شركة فوكسكون الصينية. تدفع «إتش إم دي» عوائد الملكية الفكرية مقابل برائات اختراع لشركة نوكيا.
إتش إم دي العالمية، التي تحمل علامة إتش إم دي و نوكيا موبايل، تتكون الشركة من أعمال الهواتف المحمولة التي باعتها نوكيا إلى مايكروسوفت في عام 2014، ثم اشترتها مرة أخرى في عام 2016. بدأت إتش إم دي تسويق الهواتف الذكية والهواتف المميزة التي تحمل علامة نوكيا التجارية في 1 ديسمبر 2016. تمتلك الشركة حقوقًا حصرية لعلامة نوكيا التجارية للهواتف المحمولة من خلال اتفاقية ترخيص. تُستخدم علامة إتش إم دي التجارية فقط لأغراض الشركات ولا تظهر في الإعلانات، بينما يُستخدم اسم «نوكيا موبايل» على وسائل التواصل الاجتماعي.
لدى إتش إم دي شراكة مع جوجل، وتستخدم نظام التشغيل أندرويد ضمن برنامج أندرويد ون على هواتفهم الذكية،  بينما تستخدم هواتف إتش إم دي المميزة النظام الأساسي + سيريس 30+، أو مؤخرًا، كاي أو إس المستمد من فيرفكس (نظام تشغيل) .
يقع المقر الرئيسي لشركة إتش إم دي في إسبو، فنلندا، ويديرها إلى حد كبير مدراء تنفيذيون سابقون في نوكيا. كان أرتو نوميلا أول رئيس تنفيذي، وهو أحد المخضرمين في شركة نوكيا منذ 17 عامًا، حتى يوليو 2017، عندما تولى رئيس الشركة فلوريان سيش منصب الرئيس التنفيذي. تم الاستعانة بمصادر خارجية للتصنيع لشركة فوكسكون التابعة لشركة فوكسكون. تمتلك نوكيا استثمارات  في إتش إم دي، ولا تزال شريكًا، حيث تضع المتطلبات الإلزامية وتوفر براءات الاختراع والتقنيات، مقابل مدفوعات الإتاوة. تستخدم إتش إم دي إستراتيجية تسويقية تعلن عن هواتف نوكيا على أنها «نقية وآمنة ومحدثة» (في إشارة إلى واجهة مستخدم أندرويد والتزامها بالتحديثات السريعة) بالإضافة إلى ثقة العلامة التجارية والحنين إلى الماضي.

## التاريخ
كانت نوكيا شركة عالمية رائدة في مجال تصنيع الهواتف المحمولة والهواتف الذكية حتى بدأت تكافح في الحفاظ على ريادتها في السوق بسبب ظهور المزيد من عروض الهواتف الذكية المبتكرة من أبل وسامسونج وجوجل. نظرًا لعوامل مختلفة، بما في ذلك التحول في سوق الأجهزة المحمولة إلى الهواتف الذكية، والاختيار السيئ لأنظمة تشغيل الأجهزة المحمولة، لم تتمكن نوكيا من الحفاظ على الشعبية التي كانت عليها في العقد الأول من القرن الحادي والعشرين. شراكتها الأولية مع مايكروسوفت لاستخدام نظام التشغيل الخاص بها لم تساعد أيضًا لأن عروض تطبيقات الهاتف المحمول لـ ويندوز فون لم تكن شاملة مثل تلك المتوفرة على آي أو إس من أبل وأندرويد من جوجل.
من المؤكد أن نوكيا تعرضت لسنوات صعبة في السابق، ولكن هذا لا ينقص من الحقيقة أنها كانت هذه الشركة التي حددت بفعالية صناعة الهواتف المحمولة قبل أكثر من عقد من الزمان، وقدمت لنا بعض الهواتف الأكثر تذكراً.
في عام 1980، أدخلت نوكيا سوق الهواتف المحمولة بإطلاق هاتف Mobira Talkman، وهو هاتف يزن حوالي 5 كيلوغرامات وكان يستخدم بشكل رئيسي في الاستخدام المهني. وبعد ذلك، قامت نوكيا بتطوير سلسلة من الهواتف المحمولة التي حققت شهرة عالمية، مثل نوكيا 2110 ونوكيا 3210 ونوكيا 3310.
في العقد التالي، أصبحت نوكيا اللاعب الرئيسي في سوق الهواتف المحمولة وحققت نجاحًا كبيرًا. كانت تقدم هواتف متقدمة تشمل تقنيات مثل الكاميرا والموسيقى والإنترنت المتنقل. تميزت الهواتف الذكية مثل نوكيا N95 ونوكيا E71 بواجهة المستخدم السهلة الاستخدام والأداء المتميز.
ومع ذلك، بدأت نوكيا تواجه تحديات في السنوات اللاحقة، خاصةً مع ظهور نظامي التشغيل iOS وAndroid من قبل Apple وGoogle على التوالي. لم تتمكن نوكيا من الاستجابة بشكل كافٍ للتحول السريع في سوق الهواتف الذكية وفقدت سهمها في السوق بشكل تدريجي.
نوكيا تعرضت لخسائر كبيرة في السوق بسبب عدة عوامل. أحد الأسباب الرئيسية كانت فشل الشركة في التأقلم مع تحول سريع في صناعة الهواتف المحمولة. 
بدلاً من الاستجابة بسرعة لانتشار نظامي التشغيل iOS وAndroid، استمرت نوكيا في الاعتماد بشكل رئيسي على نظام التشغيل الخاص بها، Symbian، الذي أصبح قديمًا وغير قادر على المنافسة بفعالية مع الأنظمة الحديثة.
بالإضافة إلى ذلك، لم تستخدم نوكيا الحوكمة الصحيحة للتكنولوجيا والابتكار.
كانت الشركة تعتمد بشكل كبير على هيكل تنظيمي صلب وتكتيكات تطوير منتجات تقليدية، مما جعلها أكثر تجاهلاً للتغيرات السريعة في السوق وتطلعات المستهلكين.
 كان بأماكنها استخدام الحوكمة التقنية بشكل أفضل، كان بإمكان نوكيا تحقيق توازن أفضل بين الابتكار والتكنولوجيا واستراتيجية الأعمال.
إذا استخدمت نوكيا الحوكمة التقنية، كان من الممكن أن تتبنى استراتيجية أكثر مرونة وتحسين عمليات التطوير والابتكار.
يمكن أن تتضمن هذه الحوكمة تعاونًا أفضل بين الأقسام المختلفة في الشركة، مثل الهندسة والتصميم والتسويق، لتحقيق تكامل أفضل للمنتجات وتجربة المستخدم.
كما يمكن أن تشمل الحوكمة التقنية استثمارًا في البحث والتطوير واكتشاف التقنيات الجديدة والاتجاهات السوقية المستقبلية.
إذا تم استخدام الحوكمة التقنية بشكل صحيح، كان من الممكن أن تتمكن نوكيا من الاستجابة بشكل أفضل لتحولات السوق وتلبية توقعات المستهلكين.
قد تكون قادرة على تطوير منتجات جديدة ومبتكرة بمزيد من السرعة وتوفير تجارب مستخدم متفوقة. قد يكون لديها مزيد من القدرة على التنبؤ بالاتجاهات الصناعية وتحديد فرص النمو الجديدة.
في عام 2014، تم بيع أعمال الهواتف المحمولة لشركة نوكيا إلى مايكروسوفت. ومع ذلك، ازدادت مشاكل نوكيا بشكل أكبر منذ أن تم استخدام العلامة التجارية بشكل أساسي من جانب مايكروسوفت كوسيلة لتقديم نظام تشغيل ويندوز فون الخاص بها، والذي كان هو نفسه يكافح لتأسيس أي نوع من التواجد الكبير في السوق. لم تكتسب مجموعة هواتف نوكيا لوميا الذكية زخمًا كبيرًا في صناعة الهواتف الذكية شديدة التنافسية التي تهيمن عليها أجهزة أندرويد وآي أو إس. كانت هناك صراعات داخلية أخرى، حيث حاولت مايكروسوفت التوفيق بين علامة نوكيا التجارية وأهدافها الخاصة في مايكروسوفت موبايل. بحلول أكتوبر 2014، قررت مايكروسوفت التخلي عن علامة نوكيا التجارية لصالح مجموعة الهواتف الذكية لوميا التي تحمل علامة مايكروسوفت التجارية مع إصدار مايكروسوفت لوميا 535، بينما حافظ قطاع الهاتف المميز فقط على علامة نوكيا التجارية.

### العودة إلى نوكيا
قال الرئيس التنفيذي لشركة نوكيا، راجيف سوري، في يونيو 2015 أن علامة نوكيا التجارية ستعود إلى الهواتف الذكية. في وقت سابق من ذلك العام، أصدرت شركة نوكيا لتقنيات الكمبيوتر اللوحي نوكيا N1 الذي يعمل بنظام أندرويد. بموجب شروط اتفاقية الاستحواذ مع مايكروسوفت، لم تتمكن نوكيا من بيع الهواتف التي تحمل علامة نوكيا التجارية حتى 31 ديسمبر 2015. قال سوري في شباط (فبراير) 2016 إنه يريد أن تكون الشركة في وضع يسمح لها بالاشتراك مع مصنع آخر، لكنها تحتفظ بـ «إجراءات التحكم المناسبة».
تأسست إتش إم دي العالمية في الأصل في هلسنكي في 9 نوفمبر 2015.
في 18 مايو 2016، أعلنت شركة مايكروسوفت موبايل عن بيع أعمالها الخاصة بالهواتف المميزة إلى إتش إم دي العالمية وإف آي إتش موبايل. تضمنت عملية البيع حقوق التصميم، وحقوقها في استخدام علامة نوكيا التجارية على جميع أنواع الهواتف المحمولة والأجهزة اللوحية في جميع أنحاء العالم حتى عام 2024،  باستثناء اليابان، حيث لم يتم بيع الهواتف المحمولة التي تحمل علامة نوكيا منذ عام 2008. وقعت إتش إم دي أيضًا اتفاقية ترخيص مع شركة نوكيا، والتي تضمنت منحها ترخيصًا أساسيًا لبراءات الاختراع القياسية الخلوية. وقالت نوكيا إن هذه الخطوة «توحد واحدة من أشهر العلامات التجارية للهواتف المحمولة في العالم مع نظام تشغيل الهواتف المحمولة الرائد»  تم بيع بعض مصانع مايكروسوفت موبايل، بما في ذلك مصنع يقع في فيتنام، لشركة إف آي إتش موبايل، وهي شركة تابعة لشركة فوكسكون ومقرها تايوان، وهي أكبر شركة لتصنيع الإلكترونيات في العالم.
تم الاتفاق على تصنيع منتجات إتش إم دي في مصانع إف آي إتش / فوكسكون. بلغ إجمالي المبيعات لكل من إتش إم دي العالمية وإف آي إتش موبايل 350 مليون دولار أمريكي. قررت شركة إتش إم دي إنفاق 500 مليون دولار أمريكي لدعم تسويق المنتجات الجديدة على مدى السنوات الثلاث المقبلة. بالإضافة إلى ذلك، فإن الشركة مدعومة من قبل صندوق الأسهم الخاصة في لوكسمبورغ يسمى سمارت كونكت إل بي، والذي يديره جان فرانسوا باريل، الذي كان نائب الرئيس الأول لنوكيا من 1999 إلى 2012.

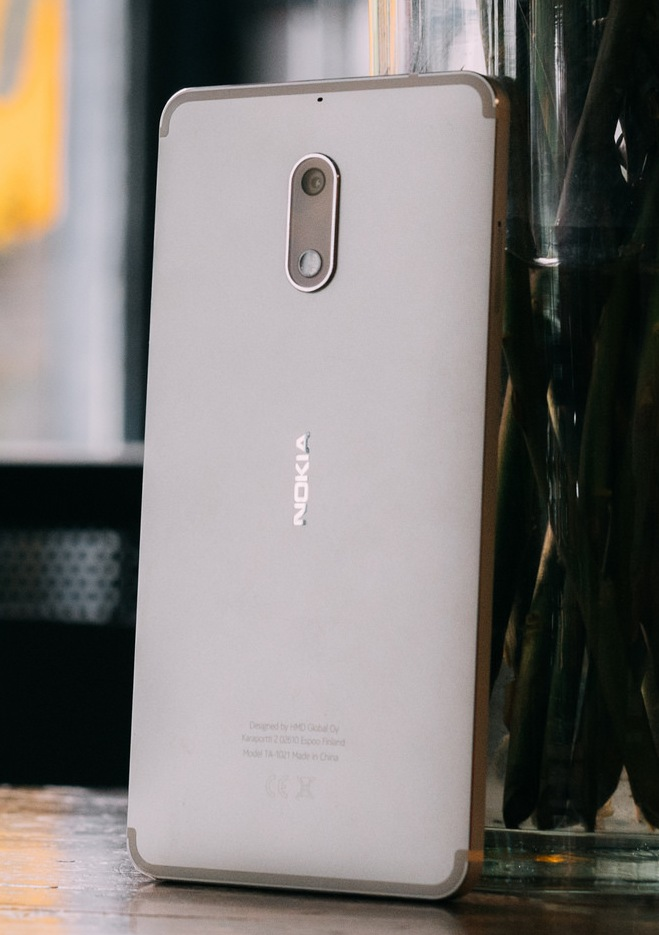
نوكيا 6، أول هاتف ذكي من إتش إم دي وأول هاتف نوكيا معتمد من جوجل Play يعمل بنظام أندرويد

في 1 ديسمبر 2016، عرض موقع نوكيا أجهزة محمولة للبيع لأول مرة منذ 2014. تم الإعلان عن أجهزتهم الأولى، نوكيا 150 و 150 ثنائي شرائح الاتصال، في 13 ديسمبر 2016،  بينما تم الإعلان عن أول هاتف ذكي يعمل بنظام أندرويد، نوكيا 6، في 8 يناير 2017. في المؤتمر العالمي للجوال في فبراير 2017، أعلنت إتش إم دي عن إعادة إطلاق نوكيا 3310 الأيقوني، جنبًا إلى جنب مع جهازي أندرويد جديدين اسمه نوكيا 3 ونوكيا 5. تم إطلاق أول هاتف ذكي يعمل بنظام أندرويد يحمل علامة نوكيا التجارية، نوكيا 6 في الصين وعدد قليل من الأسواق الآسيوية الأخرى اعتبارًا من يناير، بينما بدأت الإصدارات الغربية في يونيو بدءًا من فنلندا،  مع إصدار عالمي كامل لجميع أجهزة أندرويد الثلاثة بحلول أغسطس 2017.
في 6 يوليو 2017، دخلت إتش إم دي في شراكة مع Carl Zeiss AG لتوفير بصريات عدسة الكاميرا لهواتف نوكيا الذكية. استخدمت نوكيا سابقًا بصريات زايس في تشكيلة هواتفها المحمولة من 2005 إلى 2014.
في 27 يوليو 2017، اشترت إتش إم دي 500 براءة اختراع تصميم من مايكروسوفت موبايل تم إنشاؤها في الأصل بواسطة نوكيا. إحدى براءات الاختراع البارزة هي واجهة مستخدم كاميرا لوميا، والتي أشاد بها النقاد  منذ ظهورها على نوكيا لوميا 1020.
في 16 أغسطس 2017، قدمت إتش إم دي أول هاتف ذكي رائد لها، وهو نوكيا 8. كانت أكثر السمات المميزة لذاك الهاتف هي المزدوج البصري، والذي يسمح بالبث المباشر مع كل من الجبهة الأمامية والكاميرات زايس الخلفية (يشار لتلك الخاصية باسم «بوثي» وتعني كاميرات كلتا الوجهتين الخلفية والأمامية معاً)، ويسمى صوت الكاميرا أو زد أو، والذي يصدر من المكانية ذات تكنولوجيا الـ 360 درجة حيث أن الصوت المستمد إنتهى بانتهاء كاميرا أو زد أو.
في سبتمبر 2017، حصلت إتش إم دي على براءة اختراع تصميم نوكيا لوميا 2520.
في 25 أكتوبر 2017، أعادت إتش إم دي إحياء نوكيا بيتا لابز، وهو برنامج تجريبي.
في 11 يناير 2018، استحوذت إتش إم دي العالمية على الاسم التجاري نوكيا آشا.
في 25 فبراير 2018، تم تقديم هاتف رائد جديد متطور، نوكيا سيروكو 8، يتميز بتصميم منحني بالكامل من الزجاج واسمه يشير إلى نوكيا سيروكو 8800 الأقدم،  بالإضافة إلى نوكيا 7 بلس، والمنخفض للغاية -الهاتف الذكي التكلفة، نوكيا 1. بالإضافة إلى ذلك، أعادت إتش إم دي تقديم تطبيق نوكيا برو كاميرا للهواتف المزودة بكاميرا زايس. أعيد تقديم الطراز 8110 الكلاسيكي أيضًا.
في أواخر يوليو 2018، أعلنت إتش إم دي عن وظيفة شاغرة لفريق لتوسيع الأعمال في الولايات المتحدة الأمريكية.
بالنسبة للسوق الصينية، تم الإعلان عن نوكيا إكس 6، والذي حصل على إصدار عالمي باسم نوكيا بلس 6.1. تم الإعلان لاحقًا عن جهاز آخر في السوق الصينية، يسمى نوكيا إكس 5. كلاهما لهما شاشات بدون حواف.
في أواخر أغسطس 2018، استحوذت إتش إم دي على علامة بيورفيو التجارية، وهي العلامة التجارية لتكنولوجيا التصوير التي تم تطبيقها سابقًا على هواتف نوكيا / لوميا الذكية المتطورة منذ نوكيا 808 بيورفيو في عام 2012.
في نوفمبر 2019، أعلنت إتش إم دي عن نوكيا C1، الهاتف الذكي أندرويد جو.
في 19 مارس 2020، عقدت إتش إم دي حدثًا عبر الإنترنت وأعلنت عن نوكيا 8.3 5G، أول هاتف ذكي 5G يحمل علامة نوكيا التجارية، و «أول جهاز 5G عالمي حقًا». ومن المنتجات الأخرى التي تم الإعلان عنها في نفس اليوم نوكيا 5.3 ونوكيا 1.3 وإحياء نوكيا 5310 إكسبريس ميوزك. إلى جانب ذلك، قدمت إتش إم دي إتش إم دي كونكت، وهي بطاقة شريحة الجوال (SIM) لبيانات التجوال العالمي، مع الخطط المرتبطة بها. يعمل هذا في 120 دولة. يحصل كل من نوكيا 6.2 ونوكيا 7.2 على حقائب كيفلار الحصرية التي تحمل العلامة التجارية 007 بالتزامن مع الحملة التسويقية إتش إم دي مع فيلم جيمس بوند لا وقت للموت (فيلم) .
يقومون حاليًا بتطبيق أنظمة جديدة باستخدام الذكاء الاصطناعي.
في يوليو 2020، استحوذت إتش إم دي العالمية على فالونا لابز، وهي شركة منتجات وحلول للأمن السيبراني للهاتف المحمول.

### تسمية المنتج
تاريخياً، كانت تسمية منتجات أجهزة نوكيا قائمة على النظام العددي، مع تسمية هواتف أندرويد الذكية الجديدة التي تحمل علامة نوكيا التجارية من 1 إلى 9 ؛ مع كون سلسلة نوكيا 1 هي الهواتف الذكية ذات المستوى الأدنى، وسلسلة نوكيا 9 هي أعلى عرض للمجموعة. بالنسبة لخلفاء الأجهزة والمنتجات الجديدة التي تم إطلاقها ضمن نفس السلسلة، يتم استخدام النظام العشري (على غرار اصطلاح التسمية لإصدارات البرامج) للإشارة إلى إصدارات الهواتف الذكية المختلفة (على سبيل المثال. نوكيا 6 (2017) ونوكيا 6.1 (2018) ونوكيا 6.2 (2019) ونوكيا 6.3 وما إلى ذلك).

## البرمجيات
إتش إم دي في شراكة مع جوجل، وتعمل هواتفهم الذكية التي تحمل علامة نوكيا التجارية على نظام التشغيل أندرويد من جوجل. يحتوي البرنامج على الحد الأدنى من التخصيصات وهو مخزون أندرويد، مع بعض التخصيصات البارزة بما في ذلك الرموز المعدلة مع سمة زرقاء أكثر عمومية،  تطبيق كاميرا مختلف،  وإضافات نغمة بدء تشغيل نوكيا الكلاسيكية ونغمة نغمة نوكيا. تسميها إتش إم دي «نقية وآمنة ومحدثة»، مدعية أنها لا تحتوي على برامج التطبيقات المثبته مسبقا (bloatware) أو البرامج الإضافية  وأن الهواتف ستحصل على تحديثات برامج سريعة مقارنة بمصنعي المعدات الأصلية الآخرين. يمكن اعتباره خليفة روحي لسلسلة جوجل نكسس السابقة من جوجل، والتي اشتهرت بتشغيل نظام أندرويد. جاءت أجهزة إطلاق إتش إم دي محملة مسبقًا بإصدار أندرويد أندرويد نوجا. الأجهزة التي تم إصدارها بعد عام 2017 تأتي محملة مسبقًا أندرويد أوريو أو أندرويد بي. الأجهزة التي تم إصدارها بعد ديسمبر 2019 تأتي أندرويد 10، ولكن تم التأكيد على حصول بعض الهواتف على تحديث لنظام أندرويد 10.
قال الرئيس التنفيذي السابق أرتو نوميلا في مقابلة أجريت في يونيو 2017 أن إتش إم دي هي «شريك من الدرجة الأولى مع جوجل» 
في 30 أغسطس، ذكرت دراسة كاونتربوينت أن «نوكيا تتصدر الترتيب العالمي في تحديث برامج الهواتف الذكية وأمانها [خارج مصنعي أندرويد إو إي إم]». وفقًا للعرض 2: الوقت الذي استغرقته أفضل 10 جهات مصنعة لترقية الحافظات إلى أحدث إصدار من أندرويد، احتلت نوكيا المركز الأول على مدار 12 شهرًا بعد إطلاق أندرويد 9 تم تحديث٪ من محفظة [الهاتف الذكي] إلى أندرويد بي.
في الهواتف المميزة، استخدمت إتش إم دي سلسلة 30+، ونظام تشغيل ذكي مدعوم من جافا لهاتف نوكيا 3310 3G وكاي أو إس لهاتف نوكيا 8110 4G وفي السوق الصينية، نظام تشغيل أليون.

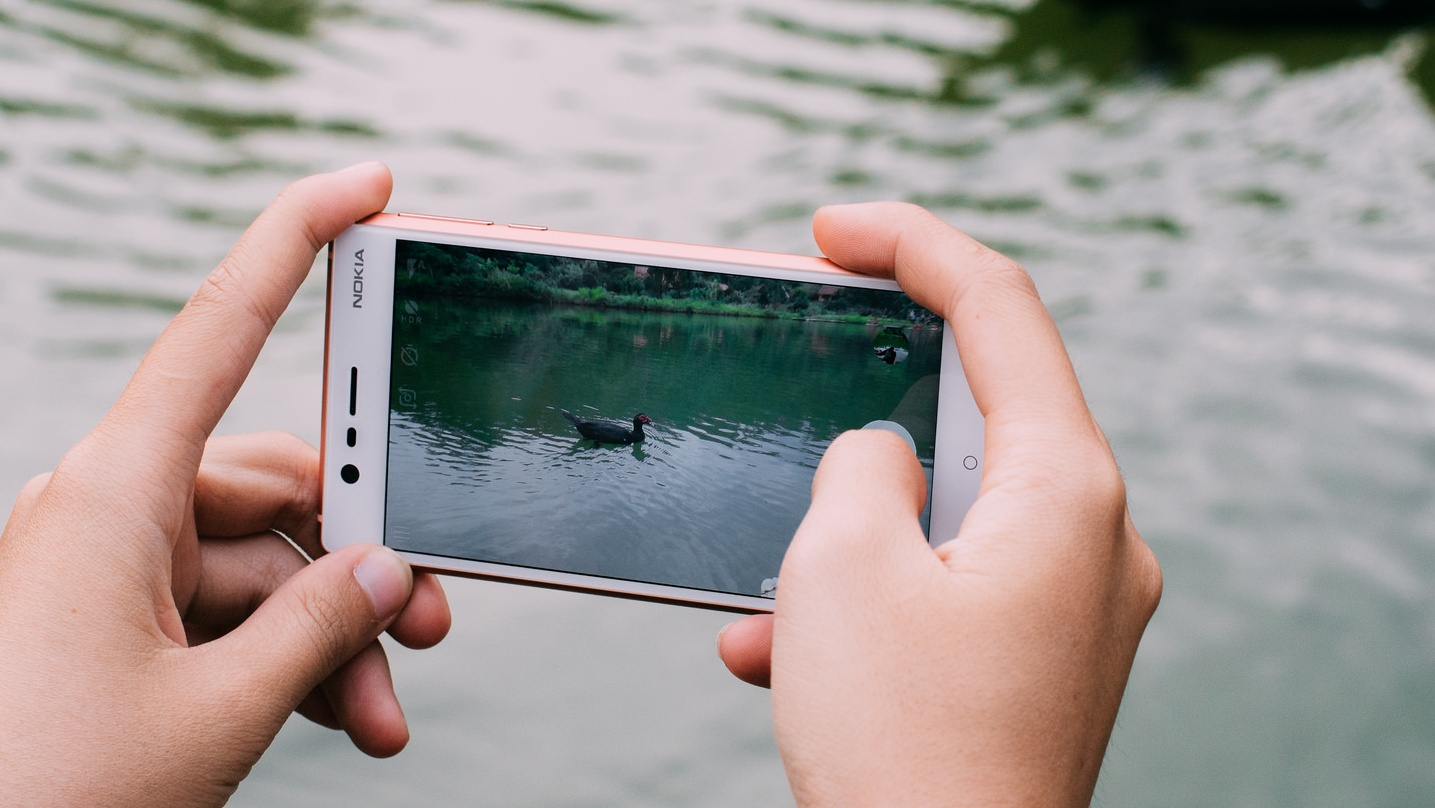
هاتف نوكيا 3 مع تشغيل الكاميرا

### نوكيا وأندرويد
بعد إعلان جوجل تحالف الهاتف المفتوح في نوفمبر تشرين الثاني عام 2007، وقالت نوكيا انها «تعتبر» الانضمام إلى التحالف، رغم حصة أغلبية في سيمبيان المحدودة  لم تنضم نوكيا في النهاية، وبدلاً من ذلك أنشأت مؤسسة سيمبيان المنافسة في عام 2008 بعد السيطرة على نظام التشغيل سيمبيان وجعله مفتوح المصدر. في عام 2010 مع اشتداد المنافسة، فقدت نوكيا بعض شركاء مؤسسة سيمبيان الذين دعموا جوجل فقط. تخطط نوكيا الآن لاستبدال سيمبيان بنظام ميقو القائم على لينكس بعد الرائد نوكيا N9 . نظرًا لأن ميقو وأندرويد يعتمدان على لينكس، فقد توقع البعض أن هذا سيكون خارطة طريق في اعتماد نوكيا النهائي لنظام أندرويد.
تحت الرئيس التنفيذي ستيفن إيلوب، اختارت الشركة وقف مشروع ميقو لصالح اعتماد ويندوز فون، مما أدى إلى شراكة مع مايكروسوفت في عام 2011، مع إلغاء سيمبيان. أكد إريك شميدت، الرئيس التنفيذي لشركة جوجل، أن الشركة أجرت «مفاوضات سرية» مكثفة مع نوكيا لتشجيع استخدام أندرويد. على الرغم من ذلك، ما زالت نوكيا تجرب نظام أندرويد في ذلك العام وأظهرت الصور المسربة نموذجًا أوليًا لـ نوكيا N9 يعمل بنظام أندرويد. في أواخر عام 2013، عندما أعلنت مايكروسوفت عن نيتها شراء قسم الهواتف المحمولة من نوكيا، ذكرت صحيفة نيويورك تايمز أن فريقًا في نوكيا كان يختبر سراً أندرويد على أجهزة مايكروسوفت لوميا، لكن مايكروسوفت كانت على علم بذلك. يعتقد بعض المحللين أن مايكروسوفت اشترت الشركة لأن نوكيا كانت تفكر في التحول إلى أندرويد، مما قد يؤدي إلى خسارة مايكروسوفت المهيمنة ويندوز فون إو إي إم. في ديسمبر 2013، كانت هناك تسريبات لهاتف نوكيا الذكي الذي يعمل بنظام أندرويد والذي يحمل الاسم الرمزي نورماندي،  والذي تم تقديمه في النهاية على أنه سلسلة نوكيا X في فبراير 2014، ويضم نسخة مخصصة بشكل كبير من مشروع أندرويد للمصدر مفتوح (AOSP) وتم طرحه في الأسواق الناشئة. تم الانتهاء من عملية الاستحواذ بعد شهرين فقط، وأوقفت مايكروسوفت سلسلة X بعد ذلك بوقت قصير. في مقابلة مع مجلة فوربس، صرح الرئيس التنفيذي السابق لشركة إتش إم دي، أرتو نوميلا، أن عائلة نوكيا X أصبحت مشهورة بشكل مدهش بين مستخدمي أجهزة الهواتف الذكية المتطورة من سامسونج وأبل، على الرغم من حقيقة أنها كانت سلسلة أجهزة متوسطة إلى منخفضة.
بعد البيع، طور قسم تقنيات نوكيا الجهاز اللوحي نوكيا N1 أندرويد، الذي يتميز بواجهة زي لونشر، والذي تم إصداره في الصين في عام 2015. في وقت لاحق من ذلك العام، تم تسريب صور هاتف يشبه N1 يعمل بنظام أندرويد يسمى C1 . أكد الرئيس التنفيذي لشركة نوكيا، راجيف سوري، عودة علامة نوكيا التجارية إلى الهواتف الذكية في يونيو 2015 من خلال إستراتيجية الترخيص،  وتم الإعلان أخيرًا عن تشكيل إتش إم دي العالمية في مايو 2016. تم الإعلان عن نوكيا 6 في يناير 2017، بعد ست سنوات تقريبًا من رفض استخدام جوجل / أندرويد والشراكة مع مايكروسوفت.

### نظام تشغيل الميزات الذكية
نظام تشغيل الميزات الذكية أو إس، هو نظام تشغيل يوفر بعض إمكانيات الهاتف الذكي في الأجهزة مع عامل شكل الهاتف المميز. يعتمد نظام التشغيل الذكي للميزات على جافا لـ نوكيا 3310 3G ونوكيا 215 4G ونوكيا 220 4G ونوكيا 225 4G وكاي أو إس لهاتف نوكيا 8110 4G،  نوكيا تاف 800 ونوكيا فليب 2720 ونوكيا 6300 4G ونوكيا 8000 4G وكان ظهرت لأول مرة على نوكيا 3310 3G ونوكيا 8110 4G . تم دمج النظام الجديد المستند إلى كاي أو إس مع العديد من خدمات جوجل، على عكس مايكروسوفت في + سيريس 30+.

## المعدات

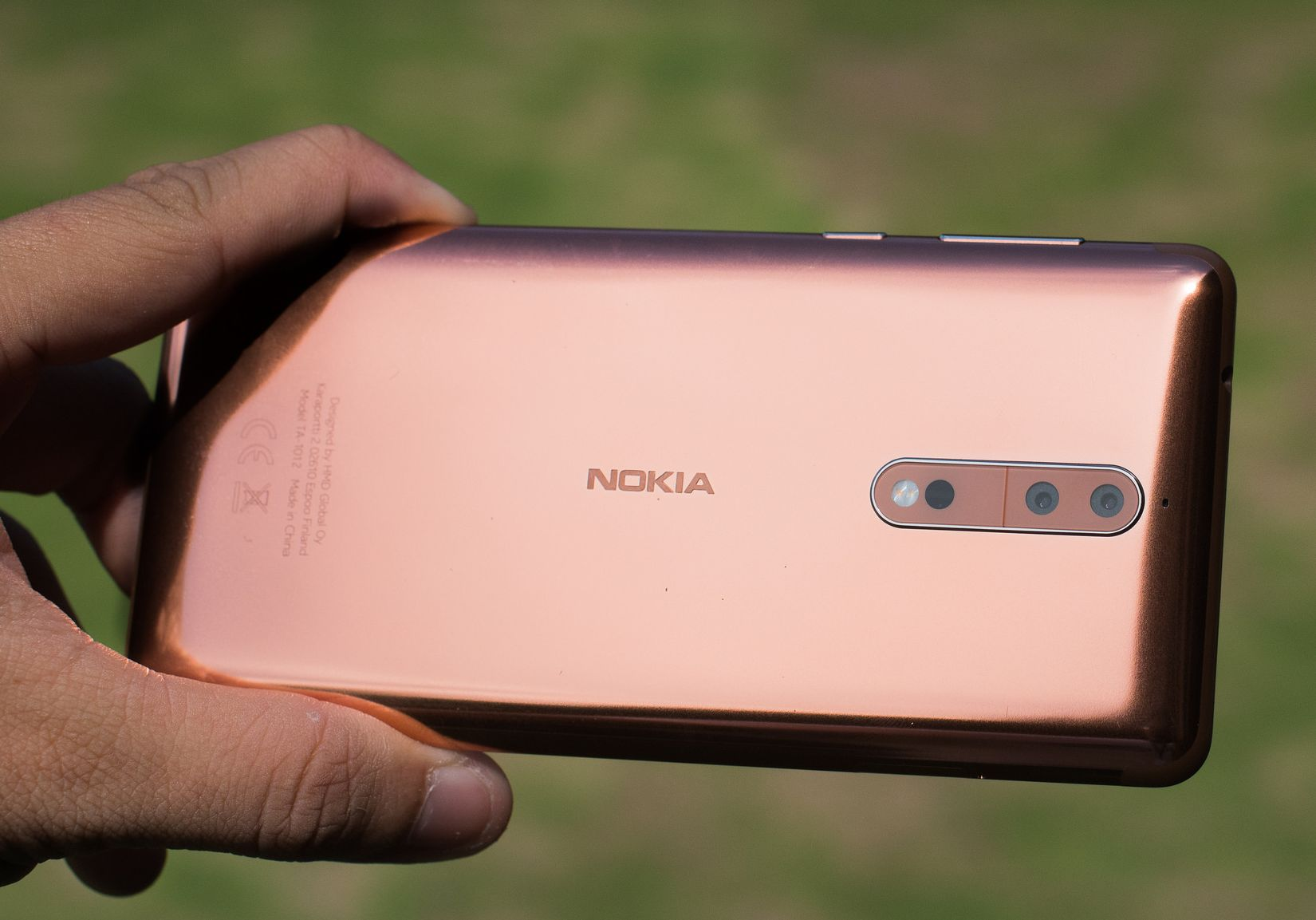
الرائد الأول نوكيا 8 باللون النحاسي

تتكون لغة تصميم هواتف نوكيا الذكية من إتش إم دي من تصميم وجماليات اسكندنافية نموذجية،  وتعتبر بمثابة تذكير بسلسلة Lumia السابقة، بتصميم نظيف وبسيط. عندما تم تأسيس إتش إم دي في عام 2016، ذكرت أنها تريد تطوير هواتف تظل وفية لتراث نوكيا الشعبي المتمثل في «التصميم والمتانة والموثوقية». يرأس فريق التصميم في الشركة راون فورسيث وألاسدير ماكفيل.
تم تصنيع أجهزة نوكيا 5 و 6 و 8 من كتلة واحدة من الألومنيوم سلسلة 6000،  بينما تم تصنيع 7 من الألومنيوم سلسلة 7000. صُنع نوكيا 8 سيروكو من كتلة واحدة من الفولاذ المقاوم للصدأ.
في عام 2017، بدأت نوكيا بإحياء أجهزتها الكلاسيكية. بدأ هذا في مايو 2017 عندما تم تقديم هاتف جديد 3310 في المؤتمر العالمي للجوال. كانت لغة تصميم محدثة ولكنها مشابهة للغة الأصلية، والتي ظهرت لأول مرة في سبتمبر 2000. كان هذا الجهاز لا يزال هاتفًا مميزًا ولكنه يشحن بنظام تشغيل جديد وشاشة ملونة وتطبيقات نوكيا الأصلية. بعد نجاح هذه المبادرة، أعادت نوكيا تشغيل أحد هواتفها الكلاسيكية، نوكيا 8110، الذي تميز بتحديث 4G وعمر بطارية ممتاز وتطبيقات نوكيا الكلاسيكية.

## استقبال
من أبرز ما يميز هواتف نوكيا الذكية من إتش إم دي جودة التصميم والتصميم. أشارت تكرادار إلى التصميم المتميز لـ نوكيا 5، على الرغم من تكلفته المنخفضة، في حين قالت جي إس إم أرينا، أن نوكيا 6 «تم بناؤه مثل الخزان». قال جوهو سارفيكاس، كبير مسؤولي المنتجات في إتش إم دي، «إنه يتمتع بجودة البناء التي تتوقعها من نوكيا». تم تسمية النتيجة النهائية لبناء نوكيا 6 بـ «هيكل من الألمنيوم يتمتع بأعلى مستوى من الجودة البصرية والهيكلية.»  وصف موقع تكرادرا هاتف نوكيا 8 بأنه «أحد أكثر - إن لم يكن أجمل - الهواتف التي رأيناها على الإطلاق بعلامة نوكيا التجارية المزخرفة في الخلف».
كما تم الإشادة بـ إتش إم دي لالتزامها بتوفير تصحيحات أمان ليوم واحد وشهرية، بالإضافة إلى مخزون أندرويد بدون واجهة مستخدم إضافية. تمت الإشادة بإعادة تشغيل نوكيا 3310 باعتبارها إستراتيجية تسويقية ذكية أحيت الاهتمام بالعلامة التجارية،  ووصفها أحد المحللين بأنها «حيلة علاقات عامة».
وفقًا لـ زد دي نت في 6 مارس 2020، احتلت هواتف نوكيا الذكية المرتبة الثانية من حيث قيمة إعادة البيع في عام 2019، أقل بقليل من آيفون. بلغ متوسط معدل الاستهلاك في عام 2019 27.68٪، وهو أدنى معدل بين ماركات الهواتف الذكية التي تعمل بنظام أندرويد
كان أحد الانتقادات الشائعة لبعض هواتف نوكيا الذكية هو اختيار النظام على الرقائق (SoCs) . يستخدم نوكيا 6 نظامًا أقدم من SoC للمبتدئين، مما يضع ضغطًا على أداء البرنامج. تم أيضًا انتقاد هاتف نوكيا 3 المنخفض المستوى لاستخدامه معالج ميديا تيك MT6737 مؤرخًا، والذي اكتسب سمعة سلبية لكونه ضعيفًا وغير موثوق به. لاحظ المحللون أيضًا أن نوكيا 3310 الجديد «مبالغ فيه»،  ويمكن شراء هواتف أساسية مماثلة مقابل نصف السعر تقريبًا.

### مبيعات
قال جوهو سارفيكاس، المدير التنفيذي لشركة إتش إم دي، في 16 أغسطس 2017، إن الشركة شحنت «ملايين الوحدات من 3 و 5 و 6» مع الطلب «فاق بكثير» العرض. اعتبارًا من يونيو 2017، كان الطلب على نوكيا 3310 الجديد أعلى بسبع مرات مما كان متوقعًا في المملكة المتحدة.
بحلول الربع الثاني من عام 2017، استحوذت إتش إم دي على 0.4٪ من حصة السوق في سوق الهواتف الذكية، مما جعلها تحتل المرتبة 11 في أوروبا، والخامس الأكبر في فنلندا. وصفها محلل IDC بأنها «بداية رائعة». وفقًا لـ دراسة كاونتربوينت في 1 ديسمبر 2017، - الذكرى السنوية الأولى لشركة إتش إم دي - كانت الشركة ثامن أكبر بائع للهواتف المحمولة في العالم (وهذا يشمل كل من الهواتف الذكية والهواتف المميزة). احتلت المرتبة الخامسة في الهند، والرابعة في روسيا، والثالثة في المملكة المتحدة، والأولى في الشرق الأوسط. كما أصبحت البائع الرابع في ألمانيا اعتبارًا من الربع الثالث من عام 2017.
تم بيع 1.5 مليون هاتف ذكي من نوكيا في النصف الأول من عام 2017،  ارتفاعًا من الصفر تقريبًا في العام السابق.
في الربع الرابع من عام 2017، كانت إتش إم دي هي الشركة الأكثر مبيعًا للهواتف المحمولة بشكل عام في فيتنام ومعظم دول الشرق الأوسط، وكذلك لا. بائع واحد للهواتف المميزة في جميع أنحاء العالم. كما أنها كانت ثالث بائع للهواتف الذكية الأكثر مبيعًا في المملكة المتحدة، وهي المرة الأولى لعلامة نوكيا التجارية منذ عام 2010. في الربع الثالث من عام 2018، حققت إتش إم دي أكبر نمو في المبيعات على أساس سنوي بنسبة 71٪ لتصل إلى 4.8 مليون وحدة تم شحنها في هذا الربع، مما يجعلها تاسع أكبر بائع للهواتف الذكية في جميع أنحاء العالم.
في الربع الثاني من عام 2019، باعت إتش إم دي 4.8 مليون هاتف ذكي، ارتفاعًا من 4.5 مليون في الربع الثاني من عام 2018.

## عمليات

### العاملين
يتولى فلوريان سيش، الرئيس التنفيذي والمدير التنفيذي، دور نائب الرئيس الأول للمبيعات والتسويق في نوكيا أوروبا، والذي عمل أيضًا في سيمنز وأورانج وإتش تي سي. كان الرئيس التنفيذي الأصلي هو أرتو نوميلا، الذي انضم إلى نوكيا في عام 1994 وشغل العديد من المناصب بما في ذلك إنشاء المنتجات والمحفظة قبل الانتقال إلى مايكروسوفت موبايل عندما تم تأسيسها عام 2014. في 19 يوليو 2017، غادر نوميلا الشركة «باتفاق متبادل»، مما أدى إلى الرئيس سيشي، ليصبح الرئيس التنفيذي بالإنابة.
في 15 أغسطس 2016، أصبح بيكا رانتالا، الرئيس التنفيذي السابق لشركة روفيو إنترتينمنت، رئيس قسم التسويق في إتش إم دي،  وعلق على أن نوكيا «سترتفع مرة أخرى». شغل رانتالا في السابق عدة مناصب في نوكيا من 1994 إلى 2011 مثل قائد عمليات نوكيا الأوروبية.

### مقر
كان مقر إتش إم دي في الأصل في المبنى 2 من حرم نوكيا في كارابورتي في إسبو، فنلندا، مقابل المقر الرئيسي لشركة نوكيا. في نوفمبر 2018، انتقلت إتش إم دي إلى مبنى جديد 3 كيلومتر (1.9 ميل) بعيدًا في بيرتل جونغين أوكيو، وهي ساحة سميت على اسم المهندس المعماري الفنلندي السويدي السابق برتل يونغ. يضم نفس المبنى أيضًا TNS موبايل Oy، وهي شركة تابعة لـ إف آي إتش موبايل التي توزع منتجات إتش إم دي العالمية. توجد مكاتب إتش إم دي الرئيسية الأخرى في لندن، إنجلترا؛ نويدا، الهند ودبي، الإمارات العربية المتحدة.

## منتجات وخدمات

### الهواتف الذكية
| الطبقة                             | إسم الجهاز                         | تاريخ الإصدار                                                                       |
| ---------------------------------- | ---------------------------------- | ----------------------------------------------------------------------------------- |
| الأجهزة المنخفضة التكلفة           | نوكيا C1                           | 2019-12-11                                                                          |
| الأجهزة المنخفضة التكلفة           | نوكيا بلس C1                       | 2020-12-14                                                                          |
| الأجهزة المنخفضة التكلفة           | نوكيا C2                           | 2020-03-15                                                                          |
| الأجهزة المنخفضة التكلفة           | نوكيا تافا / تينين C2              | 2020-05-29                                                                          |
| الأجهزة المنخفضة التكلفة           | نوكيا C3                           | 2020-08-04                                                                          |
| الأجهزة المنخفضة التكلفة           | نوكيا إندي C5                      | 2020-05-29                                                                          |
| الأجهزة المنخفضة التكلفة           | نوكيا 1                            | 2018-02-25                                                                          |
| الأجهزة المنخفضة التكلفة           | نوكيا 1 بلس                        | 2019-02-24                                                                          |
| الأجهزة المنخفضة التكلفة           | نوكيا 1.3                          | 2020-03-19                                                                          |
| الأجهزة المنخفضة التكلفة           | نوكيا 2                            | 2017-10-31                                                                          |
| الأجهزة المنخفضة التكلفة           | نوكيا 2.1                          | 2018-05-29                                                                          |

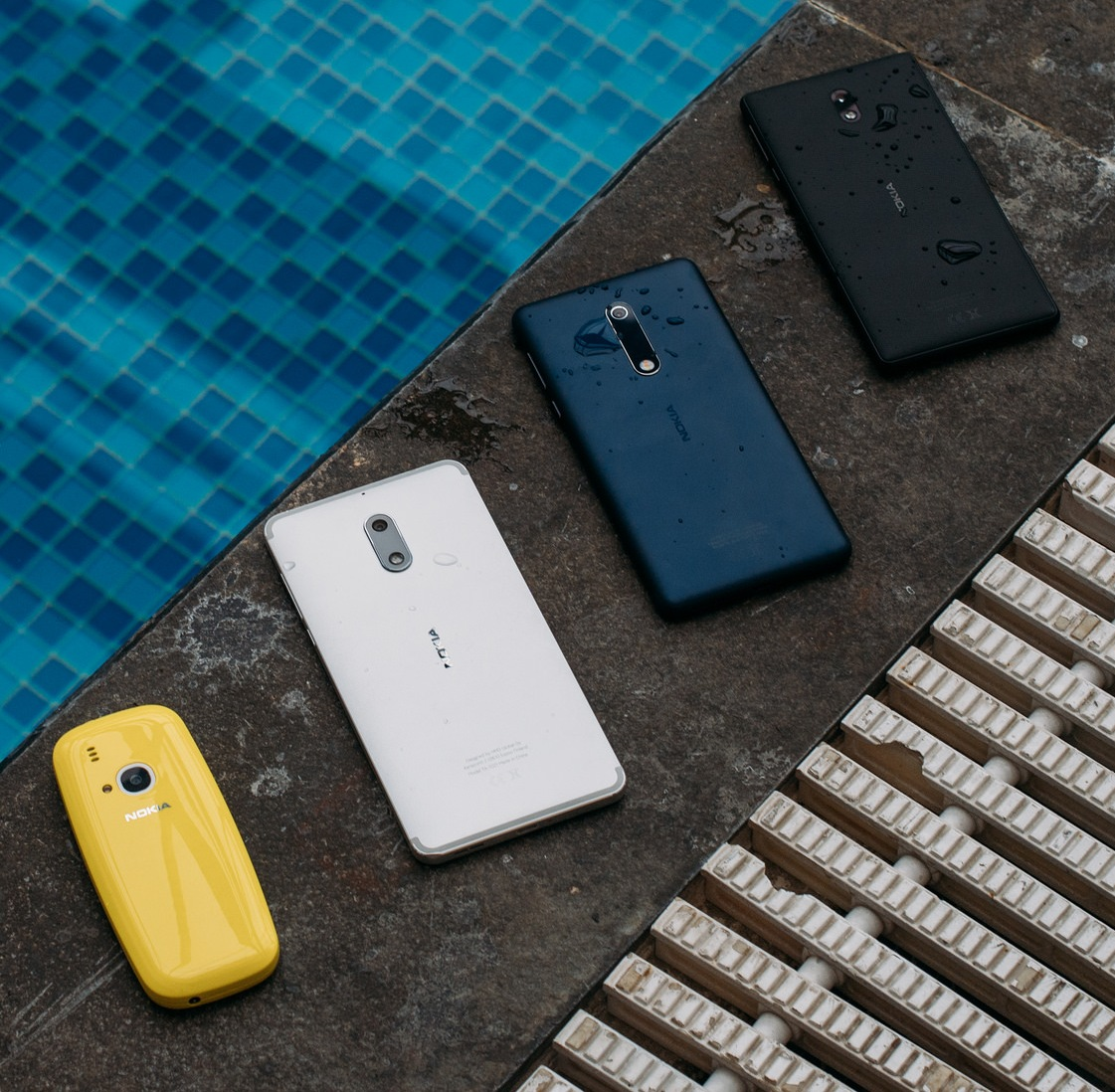
التشكيلة الأصلية لأوائل عام 2017: نوكيا 3310 و 6 و 5 و 3

| الأجهزة المنخفضة التكلفة           | نوكيا 2.1                          | 2019-01-31 (الولايات المتحدة الأمريكية – نوكيا 2 V)                                 |
| الأجهزة المنخفضة التكلفة           | نوكيا 2.2                          | 2019-06-06                                                                          |
| الأجهزة المنخفضة التكلفة           | نوكيا 2.3                          | 2019-12-05                                                                          |
| الأجهزة المنخفضة التكلفة           | نوكيا 2.4                          | 2020-09-22                                                                          |
| الأجهزة ذات التكلفة في مستوى الدخل | نوكيا 3                            | 2017-02-26                                                                          |
| الأجهزة ذات التكلفة في مستوى الدخل | نوكيا 3.1                          | 2018-05-29                                                                          |
| الأجهزة ذات التكلفة في مستوى الدخل | نوكيا 3.1 بلس                      | 2018-10-11                                                                          |
| الأجهزة ذات التكلفة في مستوى الدخل | نوكيا 3.1 بلس                      | 2019-01-31 (الولايات المتحدة الأمريكية – نوكيا 3.1 بالإضافة إلى الكريكيت اللاسلكية) |
| الأجهزة ذات التكلفة في مستوى الدخل | نوكيا 3.1 A / 3.1 C                | 2019-06-07                                                                          |
| الأجهزة ذات التكلفة في مستوى الدخل | نوكيا 3.2                          | 2019-02-24 (الولايات المتحدة الأمريكية – نوكيا 3 V, 2019-08-20)                     |
| الأجهزة ذات التكلفة في مستوى الدخل | نوكيا 3.4                          | 2020-09-22                                                                          |
| الأجهزة ذات التكلفة في مستوى الدخل | نوكيا 4.2                          | 2019-02-24                                                                          |
| الأجهزة ذات التكلفة في مستوى الدخل | نوكيا 5                            | 2017-02-26                                                                          |
| الأجهزة ذات التكلفة في مستوى الدخل | نوكيا 5.1                          | 2018-05-29                                                                          |
| الأجهزة ذات التكلفة في مستوى الدخل | نوكيا 5.1 بلس (نوكيا إكس 5 بالصين) | 2018-07-18 (الصين)                                                                  |
| الأجهزة ذات التكلفة في مستوى الدخل | نوكيا 5.1 بلس (نوكيا إكس 5 بالصين) | 2018-10-01 (الهند)                                                                  |
| الأجهزة ذات التكلفة في مستوى الدخل | نوكيا 5.3                          | 2020-03-19                                                                          |
| الأجهزة ذات التكلفة في مستوى الدخل | نوكيا 5.4                          | 2020-12-15                                                                          |
| الأجهزة المتوسطة التكلفة           | نوكيا 6                            | 2017-01-08                                                                          |
| الأجهزة المتوسطة التكلفة           | نوكيا 6.1                          | 2018-01-05                                                                          |
| الأجهزة المتوسطة التكلفة           | نوكيا 6.1 بلس (نوكيا إكس 6 بالصين) | 2018-05-16 (الصين)                                                                  |
| الأجهزة المتوسطة التكلفة           | نوكيا 6.1 بلس (نوكيا إكس 6 بالصين) | 2018-07-18 (عالمي)                                                                  |
| الأجهزة المتوسطة التكلفة           | نوكيا 6.2                          | 2019-08-05                                                                          |
| الأجهزة المتوسطة التكلفة           | نوكيا 7                            | 2017-10-18 (الصين)                                                                  |
| الأجهزة المتوسطة التكلفة           | نوكيا 7 بلس                        | 2018-02-25                                                                          |
| الأجهزة المتوسطة التكلفة           | نوكيا 7.1                          | 2018-10-04                                                                          |
| الأجهزة المتوسطة التكلفة           | نوكيا 7.2                          | 2019-08-05                                                                          |
| الأجهزة المتوسطة التكلفة           | نوكيا 8.1 (نوكيا X7 بالصين)        | 2018-10-16 (الصين) 2018-12-06 (الهند)                                               |
| الأجهزة المتوسطة التكلفة           | نوكيا 8.3 5G                       | 2020-03-19                                                                          |
| الأجهزة المتوسطة التكلفة           | نوكيا X71 (بالصين & تايوان فقط)    | 2019-04-10 (تايوان) 2019-04-17 (الصين)                                              |
| الأجهزة الرائدة                    | نوكيا 8                            | 2017-08-16                                                                          |
| الأجهزة الرائدة                    | نوكيا 8 سيروكو                     | 2018-02-25                                                                          |
| الأجهزة الرائدة                    | نوكيا 9 بيورفيو                    | 2019-02-24                                                                          |

### سلسلة نوكيا الأصلية
- نوكيا 3310 (2017)
- نوكيا 8110 4G
- نوكيا 2720 فليب
- نوكيا 5310 (2020)
- نوكيا 6300 4G
- نوكيا 8000 4G

### الهواتف المميزة
- نوكيا 105 (2017)
- نوكيا 105 (2019)
- نوكيا 106 (2018)
- نوكيا 110 (2019)
- نوكيا 125
- نوكيا 130 (2017)
- نوكيا 150
- نوكيا 150 (2020)
- نوكيا 210 (2019)
- نوكيا 220 4G
- نوكيا 225 4G
- نوكيا 800 تاف

### الأجهزة الأخرى التي تبيعها إتش إم دي العالمية
تم بيع هذه الأجهزة مسبقًا بواسطة مايكروسوفت موبايل.
- نوكيا 105 (2015).
- نوكيا 130.
- نوكيا 216.
- نوكيا 230.

### خدمات
اتصال إتش إم دي

## نظام التشغيل
وقت الشركة إتفاقية شراكة إستراتيجية مع شركة غوغل، يُمكنها من استخدام نظام تشغيل أندرويد على أجهزتها الذكية. تستخدم «إتش إم دي» نسخة أصلية غير معدلة من نظام أندرويد باستثناء بعض التعديلات البسيطة كأستخدام الأيقونات الزرقاء، كاميرا ذو واجهة مستخدم مختلفة، بالإضافة إلى نغمة نوكيا الكلاسيكية. كما أعلنت «إتش إم دي» بأنها لاتسخدم برامج إضافية مما قد يُبطئ الجهاز ويؤثر على أداءه، كما يمكن المستخدمين الحصول على التحديثات بصورة أسرع ومباشرة من غوغل على عكس الشركات المنافسة التي تتحكم بإصدار التحديثات.

## وصلات خارجية
- الموقع الرسمي
- موقع هواتف نوكيا